# Drepanidini
Drepanidini é uma tribo de aves passeriformes fringilídeas nativas do Hawaii. O grupo inclui 30 espécies, metade delas desaparecidas e as restantes em risco de extinção, que habitam as florestas montanhosas do arquipélago. Os drepanidíneos são por vezes considerados como família própria - Drepanididae.
O grupo é muito próximo dos fringilídeos do grupo dos Carduelis, conforme demonstrado por estudos de hibridização de DNA. A grande variedade de formas de bicos, desde pequenos e espessos como o dos pintassilgos a longos e curvos como o dos beija-flores, é resultado da radiação adaptativa de um antepassado comum, que evoluiu de forma a preencher os diversos nichos ecológicos do arquipélago. Os machos são aves de plumagem muito colorida e variável de espécie para espécie, e as fêmeas, em geral, são mais baças.
Os depanidíneos são um grupo em declínio acentuado, devido às perturbações ecológicas resultantes de interferência humana. As primeiras extinções desta tribo devem-se aos resultados dramáticos da chegada de espécies invasoras, em particular ratos, com os primeiros colonos polinésios. As extinções mais recentes devem-se a introdução de outras espécies de roedores e mustelídeos, degradação de habitat e diversas epidemias de malária aviária.

## Géneros
O sinal + indica géneros monoespecíficos.
- Telespiza | Psittirostra + | Dysmorodrepanis + (extinto) | Loxioides + | Rhodacanthis (extinto) | Chloridops + (extinto) | Pseudonestor + | Viridonia | Hemignathus | Oreomystis | Paroreomyza | Loxops | Ciridops + (extinto) | Vestiaria | Drepanis (extinto) | Palmeria + | Himatione + | Melamprosops +

- Commons
- Wikispecies